# Ceradenia melanopus
Ceradenia melanopus là một loài dương xỉ trong họ Polypodiaceae. Loài này được Grev. & Hook. L.E. Bishop mô tả khoa học đầu tiên năm 1988.